# Адвер
Оглашавачки/рекламни софтвер (енгл. adware), познатији као адвер, рачунарски је софтвер чија је намена да на рачунару приказује разне огласе које воде на друге сајтове на интернету, често без сагласности корисника. Он може садржати и неке особине шпијунског софтвера (спајвера), међутим за разлику од њега коме је основна намена шпијунирање корисника и сакупљање његових информација, оглашавачки софтвер прати рад корисника искључиво у комерцијалне сврхе, на пример на основу садржаја који неки корисник тражи на интернету, избацује огласе који воде према сличном садржају који интересује корисника. Бесплатан софтвер (фривер) често може садржати и оглашавачки, који се инсталира на рачунар без сагласности корисника.